# Изборити се за избор: животна прича Гордане Рајков (књига)
Изборити се за избор: животна прича Гордане Рајков  је књига интервјуа са Горданом Рајков (1944–2022), коју је приредила Милица Мима Ружичић-Новковић, објављена 2017. године у издању Центра "Живети усправно", Центра за самостални живот особа са инвалидитетом Србије, Удружења грађана Женске студије и истраживања и Футура публикације. Рецензије су урадили проф. др Невена Петрушић, др Биљана Сикимић, Свјетлана Тимотић и Сувад Захировић.

## О аутору
Гордана Рајков (Београд, 29. децембар 1944 — 15. јун 2022) била је професорка, математичарка и народна посланица седмог и осмог сазива Народне скупштине Републике Србије.

## О књизи
Књига Изборити се за избор: животна прича Гордане Рајков, оснивачице покрета за самостални живоз у Србији, је сведочење о 50 година развоја права особа са инвалидитетом у СФРЈ, Србији и Европи, као и један део историје Београда.
Изборити се за избор у наслову књиге секвенца је Горданиног говора поводом двадесет година од оснивања Центра за самостални живот особа са инвалидитетом Србије.
Књига је настала тако што је Милица Мима Ружичић Новковић предложила Гордани Рајков 2015. године да сниме њену животну причу и преточе је у књигу. Састале су се 15. фебруара 2016. у Горданином стану на Врачару и започеле снимање приче о њеном педесетогодишњем учешћу у развоју покрета особа са инвалидитетом и о улози особа са инвалидитетом у развоју грађанских права у Србији. Милица је снимила преко дванаест сати разговора (15. и 16. фебруара 2016). Завршиле су снимање 19. маја разговором о Горданином учешћу на заседању Комитета УН о праћењу спровођења Конвенције, на којој су представнице Центра за самостални живот особа са инвалидитетом Србије и Националне организације особа са инвалидитетом Србије представљале први алтернативни извештај о примени Конвенције у Републици Србији. Догађаје након 19. маја 2016, осврт на њен активистички рад на пољу подизања свести о положају жена са инвалидитетом, искуство привремене расељености након бомбардовања улице у којој је живела у мају 1999, сам крај приче, као и део Биограма, Гордана је унела у текст.
Предговор књиге "Пола века сведочења о развоју покрета особа са инвалидитетом у Србији" представља ауторски текст приређивачице Милице Миме Ружичић Новковић у коме она износи кратку ретроспективу развоја модела инвалидитета и увид у кључне одреднице покрета особа са инвалидитетом на међународном и националном нивоу. Ауторка објашњава друштвени контекст укоме је књига настала, указујући при том на промене у области права особа саинвалидитетом, апострофира рад и резултате рада организација које се у Србији баве правима особа саинвалидитетом, као и околности које се односе на ангажман Гордане Рајков, чијој је животној причи књига посвећена.

### Додатак уз књигу
Додатак уз књигу је и електронски оптички диск (CD-ROM) на ком се налази снимак књиге у звучном формату чији су аутори Милијана Кочић и Елвира Ваштаг Касавица.